# Ульбашев, Мутай Исмаилович
Мута́й Исмаилович Ульба́шев (карач.-балк. Улбашланы Исмаилны жашы Мутай; 1 января 1923, с. Шаурдат, Черекский район, Кабардино-Балкарская АССР, СССР — 9 декабря, 2005, Нальчик, Кабардино-Балкария) — советский танцор, балетмейстер, хореограф. Заслуженный артист Кабардино-Балкарской АССР, народный артист РСФСР, народный артист Чечено-Ингушской АССР, руководитель ансамблей «Кабардинка» и «Балкария» а также «Асса».

## Биография
Родился в 1 января 1923 года в с. Шаурдат Кабардино-Балкарской АССР, балкарец по национальности. По окончании средней школы в 1933 г. стал танцором Кабардино-Балкарского ансамбля в Нальчике.
С июля 1942 года по июль 1943 года — в Советской Армии, после службы вернулся в ансамбль.
В марте 1944 года был депортирован в город Фрунзе Киргизской ССР, становится танцором-солистом Киргизской филармонии.
В июле 1948 года исключен из филармонии, работает на фабрике модельной обуви во Фрунзе, сначала учеником, затем (в 1953 году) инструктором производственного обучения.
С 1957 год, после реабилитации и возвращения балкарцев, солист Кабардино-Балкарского государственного ансамбля песни и танца. В 1961 году назначен балетмейстером ансамбля, а в 1965 году — балетмейстером-постановщиком ансамбля «Кабардинка». С 1968 года Министерством культуры КБАССР назначен главным балетмейстером и художественным руководителем ансамбля «Кабардинка».
В 1988 создан фольклорно-этнографический ансамбль Балкария, в котором Мутай назначается художественным руководителем и в котором проработал до конца своей жизни.

## Награды и звания
- Лауреат Государственной премии КБР.
- Награждён Почетной Грамотой Президиума Верховного Совета КБР.
- Диплом Всероссийского смотра ансамблей песни и танца и ансамблей народного танца, проходившем в 1979 году в Москве.
- Заслуженный артист РСФСР (23.03.1960)
- Народный артист РСФСР (31.08.1981)
- Заслуженный артист Кабардино-Балкарской АССР
- Народный артист Чечено-Ингушской АССР[1]

## Семья
Был дважды женат. Первая жена - Эмилия (Зара) Ефимовна —  осетинка
Вторая жена - Евгения Александровна Ульбашева, в браке с 1947 по 2005 годы. 
- Вадим (р. 1944) — сын. Известный зубной техник.
- Игорь (р. 1950) — сын (умер в 2012 г.). Знаменитый джазмен, аранжировщик, победитель многих советских и международных конкурсов.
- Мадина (р. 1964) — дочь. Работает в Администрации Главы Кабардино-Балкарской Республики.

## Память
На доме, по ул. Кешокова в г.Нальчике, где жил Мутай Ульбашев установлена памятная доска.